# Église Saint-Jean-Baptiste d'Amance
L'église Saint-Jean-Baptiste d'Amance est une église de style gothique datant du XVIe siècle située à Amance, en France.

## Historique
La partie la plus ancienne de l'édifice est la base du clocher datant de la période romane.
Les murs sont partiellement réutilisés de l'édifice roman, mais l'intégralité de la nef et des bas-côtés sont réédifiés dans un style de transition en gothique traditionnel et flambloyant.
Quelques éléments rappelle la proximité du chantier du Palais Ducal de Nancy et l'abside Sud-Est présente des éléments renaissants.
La flèche et l'étage des cloches datent datent du XVIII°  et XIXe siècle.

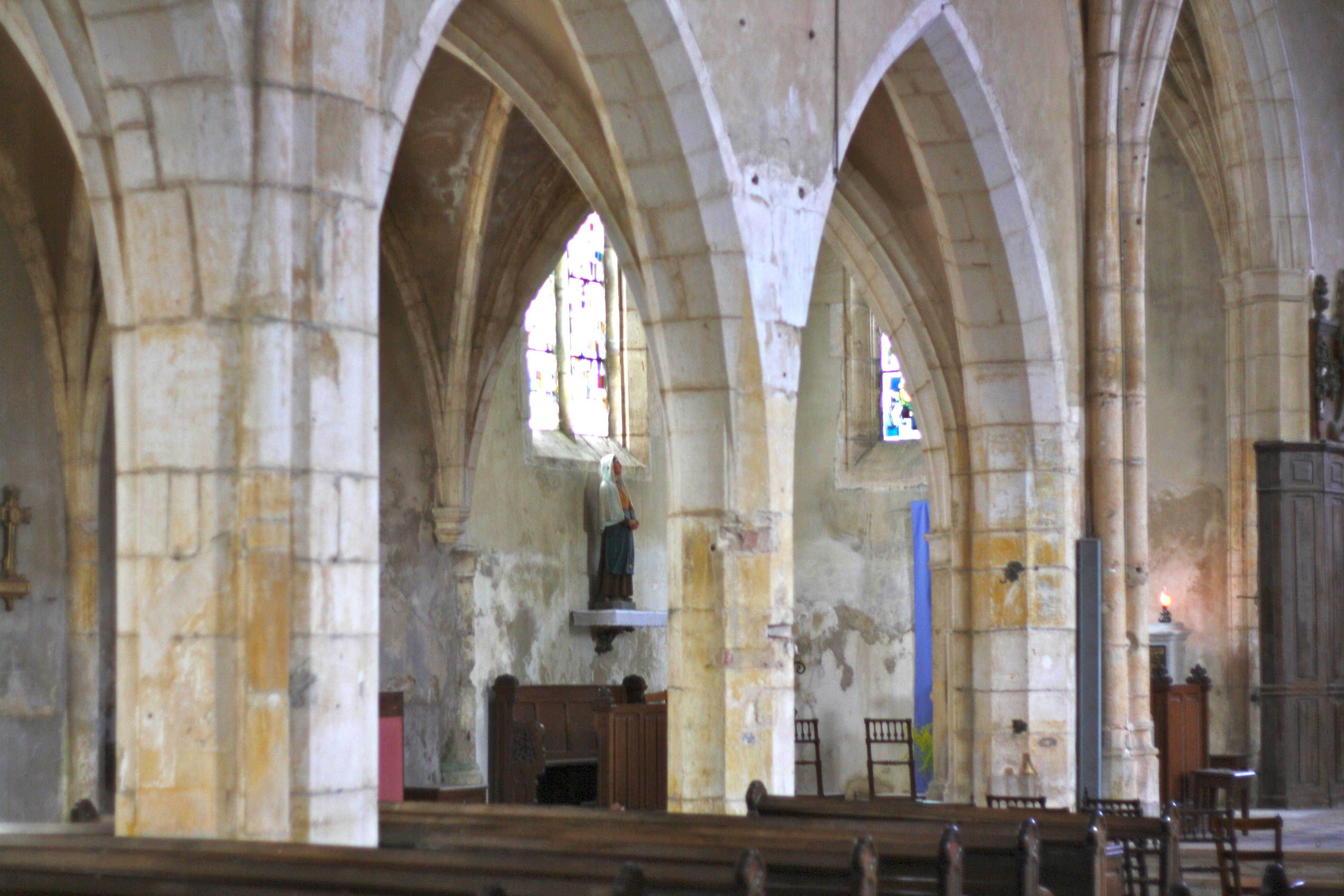
Intérieur de l'église d'Amance.

L'édifice est l'objet d'un classement au titre des monuments historiques depuis 1919.